# Leichtathletik-Weltmeisterschaften 1993/4 × 100 m der Frauen

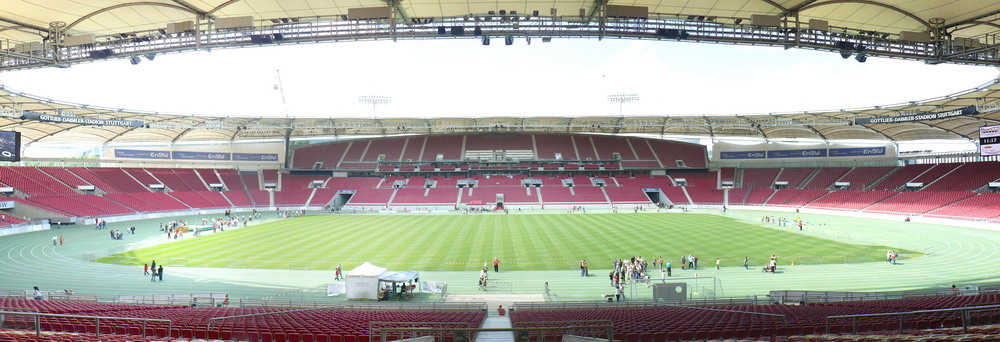
Das Stuttgarter Gottlieb-Daimler-Stadion im Jahr 2007

Die 4-mal-100-Meter-Staffel der Frauen bei den Leichtathletik-Weltmeisterschaften 1993 wurde am 21. und 22. August 1993 im Stuttgarter Gottlieb-Daimler-Stadion ausgetragen.
Das dramatische Finale endete mit zeitgleichen Teams auf den Rängen eins und zwei. Weltmeister wurde Russland in der Besetzung Olga Bogoslowskaja, Galina Maltschugina, Natalja Woronowa und Irina Priwalowa (Finale) sowie der im Vorlauf außerdem eingesetzten Marina Trandenkowa. Den zweiten Platz belegten die Vereinigten Staaten mit Michelle Finn, Gwen Torrence (Finale), Wendy Vereen und Gail Devers sowie der im Vorlauf außerdem eingesetzten Sheila Echols. Bronze ging an Jamaika mit Michelle Freeman, Juliet Campbell, Nikole Mitchell und Merlene Ottey (Finale) sowie der im Vorlauf außerdem eingesetzten Dahlia Duhaney.
Auch die nur im Vorlauf eingesetzten Läuferinnen erhielten entsprechendes Edelmetall. Rekorde standen dagegen nur den tatsächlich laufenden Athletinnen zu.

## Rekorde

### Bestehende Rekorde
| Weltrekord | 41,37 s | DDR (Silke Gladisch, Sabine Rieger, Ingrid Auerswald, Marlies Göhr)       | Canberra, Australien | 6. Oktober 1985   |
| WM-Rekord  | 41,58 s | USA (Alice Brown, Diane Williams, Florence Griffith-Joyner, Pam Marshall) | WM in Rom, Italien   | 6. September 1987 |

### Rekordverbesserung
Die beiden Staffeln auf den Rängen eins und zwei verbesserten den bestehenden WM-Rekord im Finale am 22. August um neun Hundertstelsekunden auf 41,49 s:
- Russland (Olga Bogoslowskaja, Galina Maltschugina, Natalja Woronowa, Irina Priwalowa)
- USA (Michelle Finn, Gwen Torrence, Wendy Vereen, Gail Devers)

## Vorrunde
In den beiden Vorläufen qualifizierten sich die jeweils ersten drei Staffeln – hellblau unterlegt – sowie die darüber hinaus zwei zeitschnellsten Teams – hellgrün unterlegt – für das Finale.

### Vorlauf 1
21. August 1993, 18:10 Uhr
| Platz | Staffel           | Besetzung                                                                 | Zeit (s) |
| ----- | ----------------- | ------------------------------------------------------------------------- | -------- |
| 1     | USA               | Michelle Finn Sheila Echols (Vorlauf) Wendy Vereen Gail Devers            | 42,34    |
| 2     | Jamaika           | Michelle Freeman Dahlia Duhaney (Vorlauf) Nikole Mitchell Juliet Campbell | 42,40    |
| 3     | Deutschland       | Andrea Philipp Bettina Zipp Silke-Beate Knoll Melanie Paschke             | 42,81    |
| 4     | Finnland          | Anu Pirttimaa Sisko Hanhijoki Sanna Hernesniemi Marja Salmela             | 43,63    |
| 5     | Chinesisch Taipeh | Kao Yu-Chuan Chen Shu-Chen Hsu Pei-Chin Wang Huei-Chen                    | 44,59    |
| 6     | Thailand          | Naprat Suajongprue Dokjun Dokdung Ratjai Sripet Kwuanfha Inchareon        | 44,85    |

### Vorlauf 2
21. August 1993, 18:20 Uhr
| Platz | Staffel        | Besetzung                                                                            | Zeit (s) |
| ----- | -------------- | ------------------------------------------------------------------------------------ | -------- |
| 1     | Russland       | Olga Bogoslowskaja Galina Maltschugina Natalja Woronowa Marina Trandenkowa (Vorlauf) | 42,39    |
| 2     | Frankreich     | Patricia Girard Odiah Sidibé Valérie Jean-Charles Marie-José Pérec                   | 43,31    |
| 3     | Kuba           | Miriam Ferrer Idalmis Bonne (Vorlauf) Julia Duporty Liliana Allen                    | 43,48    |
| 4     | Großbritannien | Marcia Richardson Beverly Kinch Simmone Jacobs Paula Thomas                          | 43,65    |
| 5     | Kanada         | Camille Noel Stacey Bowen Sonia Paquette Donalda Duprey                              | 44,36    |

## Finale
22. August 1993, 16:20 Uhr
| Platz | Staffel        | Besetzung | Zeit (s) |
| ----- | -------------- | --- | -------- |
| 1     | Russland       | Olga Bogoslowskaja Galina Maltschugina Natalja Woronowa Irina Priwalowa (Finale) im Vorlauf außerdem: Marina Trandenkowa | 41,49 CR |
| 2     | USA            | Michelle Finn Gwen Torrence (Finale) Wendy Vereen Gail Devers im Vorlauf außerdem: Sheila Echols                         | 41,49 CR |
| 3     | Jamaika        | Michelle Freeman Juliet Campbell Nikole Mitchell Merlene Ottey (Finale) im Vorlauf außerdem: Dahlia Duhaney              | 41,94    |
| 4     | Frankreich     | Patricia Girard Odiah Sidibé Valérie Jean-Charles Marie-José Pérec                                                       | 42,67    |
| 5     | Deutschland    | Andrea Philipp Bettina Zipp Silke-Beate Knoll Melanie Paschke                                                            | 42,79    |
| 6     | Kuba           | Miriam Ferrer Aliuska López (Finale) Julia Duporty Liliana Allen im Vorlauf außerdem: Idalmis Bonne                      | 42,89    |
| 7     | Finnland       | Anu Pirttimaa Sisko Hanhijoki Sanna Hernesniemi Marja Salmela                                                            | 43,37    |
| 8     | Großbritannien | Marcia Richardson Beverly Kinch Simmone Jacobs Paula Thomas                                                              | 43,86    |

## Video
- Women's 4x100m Relay Final World Champs Stuttgart 1993 auf youtube.com, abgerufen am 19. Mai 2020